# Banknoty Narodowego Banku Polskiego (1944–1947)
Banknoty Narodowego Banku Polskiego (1944–1947) – banknoty Narodowego Banku Polskiego denominowane w złotych i w jednym przypadku w groszach,
- wypuszczane w emisjach z datami od 1944, do 15 lipca 1947 r.,
- będące w obiegu od 27 sierpnia 1944 r., do 8 listopada 1950 r.,
- w ramach wprowadzonego w Polsce po II wojnie światowej systemu monetarnego, zmienionego z dniem 30 października 1950 r.[1][2][3]

W ramach pierwszego po II wojnie światowej polskiego systemu monetarnego w obiegu pojawiły się 23 różne banknoty sygnowane przez Narodowy Bank Polski, w 10 nominałach. Tak częste emisje były konsekwencją zarówno walki z fałszerstwami jak i przyczyn niemających związku z gospodarką pieniężną, np. z chęci przekazania treści propagandowych.
Poza pierwszym nominałem 500-złotowym wszystkie banknoty NBP emisji 1944–1947 pozostawały w obiegu do wymiany pieniędzy z 30 października 1950 r.

## „Emisja lubelska” (1944)
24 sierpnia 1944 r. ogłoszono dekret PKWN upoważniający kierownika resoru gospodarki narodowej i finansów do wyemitowania za pośrednictwem Centralnej Kasy Skarbowej biletów na łączną sumę 1 mld. złotych sygnowanych przez, póki co nieistniejący, Narodowy Bank Polski. Trzy dni później, 27 sierpnia 1944 r., wydrukowano obwieszczenie PKWN o wprowadzeniu w obieg odcinków na:
- 1 złoty (w obiegu od 18 września 1944 r.),
- 2 złote (w obiegu od 28 września 1944 r.),
- 5 złotych (w obiegu od 18 września 1944 r.)
- 10 złotych (w obiegu od 26 sierpnia 1944 r.),
- 20 złotych (w obiegu od 26 sierpnia 1944 r.),
- 50 złotych (w obiegu od 26 sierpnia 1944 r.),
- 100 złotych (w obiegu od 26 sierpnia 1944 r.),
- 500 złotych (w obiegu od 14 września 1944 r.).

W istocie były to papiery o charakterze biletów skarbowych a nie banknotów, ponieważ wyszły z resoru skarbu, a nie z banku emisyjnego. Dekret z 27 sierpnia 1944 głosił:

(...) są zabezpieczone całym majątkiem państwowym i dochodami Skarbu Państwa (...)

Papiery te nazywano „emisją lubelską” w odróżnieniu od będących od 1940 r. w obiegu „banknotów krakowskich”, czyli emisji Banku Emisyjnego w Polsce. Nazwa znaków pieniężnych wywodziła się od miasta Lublin, w którym na polecenie Józefa Stalina umieszczono siedzibę PKWN.
15 stycznia 1945 r. powołano do życia Narodowy Bank Polski, który uznał bilety wprowadzone w sierpniu poprzedniego roku za swoje banknoty, co pozwoliło „emisji lubelskiej” obiegać na ogólnych zasadach do października 1950 r.
Do dekretu z 6 stycznia 1945 o deponowaniu i wymianie banknotów Banku Emisyjnego w Polsce, „emisja lubelska” funkcjonowała w obiegu równolegle z banknotami okresu okupacji niemieckiej, które wycofano z dniem 10 stycznia 1945 r. (ostatecznie 28 lutego 1945 r.), po kursie 1:1, przy następujących ograniczeniach:
- prawo przysługiwało jedynie osobie fizycznej od 18. roku życia,
- maksymalną kwotę określono na 500 złotych,
- prawa do wymiany, nie przysługiwało Volksdeutschom, obywatelom Rzeszy, oraz zdrajcom Narodu Polskiego[9],
- osobom prawnym przysługiwały wyższe limity, które były określane indywidualnie przez  ministra skarbu albo komisarza wojewódzkiego (np. do 2 tys. złotych dla małego zakładu rzemieślniczego) – wielu osobom prawnym odmawiano jakiejkolwiek wymiany.

Nadwyżki posiadanej gotówki należało składać do depozytu do 1 marca 1945 r., co potwierdzano kwitami depozytowymi. Zdeponowane pieniądze krakowskie miały być wykorzystane w rokowaniach pokojowych z Niemcami, ale już w 1946 r. zdecydowano o możliwości zamiany kwitów depozytowych na papiery Premiowej Pożyczki Odbudowy Kraju. 
Dekret z 6 stycznia 1945 r. doprowadził do istotnego zmniejszenia ilości pieniądza. Obiegająca w styczniu 1945 r. kwota ponad 10 mld złotych Banku Emisyjnego w Polsce została zastąpiona przez 4 mld „emisji lubelskiej” oraz 1 mld w kwitach depozytowych. 5 mld złotych Generalnego Gubernatorstwa pozostało w rękach dotychczasowych posiadaczy jako bezwartościowe papiery.
W województwie białostockim, niebędącym w okresie 1941–1944 częścią Generalnego Gubernatorstwa a Okręgiem Białostockim podległym administracyjnie pod Prusy Wschodnie, już 20 listopada 1944 r., mocą odrębnego dekretu, „emisja lubelska” stała się wyłącznym środkiem płatniczym, po wymianie z marki niemieckiej w stosunku 1:1. Przewidywał on wymianę kwoty 300 marek na osobę. Nadwyżkę pieniędzy oddawano do depozytu w organach wymiany. Wymiana marek rozpoczęła się od 30 października do 20 listopada ale z powodu wyzwolenia Powiatu suwalskiego, została przedłużona do 30 listopada. W całym tym okresie w Okręgu Białostockim w wymieniono ponad 18,89 milionów marek z ok. 600–700 milionów marek. 
Do dnia 14 lutego 1945 r. oprócz złotówki, prawnym tymczasowym środkiem płatniczym był rubel radziecki, który był wycofywany z obiegu od 15 stycznia 1945 roku po kursie 1:1. Późniejsze użytkowanie rubla groziło karą grzywny do kwoty 1 miliona złotych. 
29 lutego 1945 r. do obiegu wprowadzono banknot o nominale 50 groszy zaliczany do tej samej „lubelskiej” emisji.
Pierwsze banknoty „emisji lubelskiej”, zaprojektowane przez sowieckiego artystę grafika Iwana Iwanowicza Dubasowa, wydrukowano w Moskwie w państwowych zakładach GOZNAK. Były zaopatrzone w błędną klauzulę prawną:

przyjmowanie we wszystkich wypłatach jest obowiązkowym, fałszowanie będzie karane zgodnie z prawem

Jedynie banknot 50-groszowy nie posiadał pełnej klauzuli.
Wraz z wyzwalaniem kolejnych części okupowanego terytorium zwiększało się zapotrzebowanie na nowe pieniądze. Druk emisji 1944 (tzw. „lubelskiej”) przenoszono stopniowo do Polski, początkowo do Krakowa, a następnie do Łodzi. Klisze, farby i papier banknotowy sprowadzano jednak z drukarni moskiewskiej. Poprawiono klauzulę prawną:

przyjmowanie we wszystkich wypłatach jest obowiązkowe, fałszowanie będzie karane zgodnie z prawem

pozostawiając bez zmian szatę graficzną. Z powodu tej korekty w kolekcjonerstwie „emisja lubelska” dzieli się na dwie serie:
- I – „...obowiązkowym”
- II – „...obowiązkowe”.

Wszystkie „banknoty lubelskie”, poza 500-złotówką wycofaną 16 grudnia 1946 r. (w banku do 16 marca 1947 r.), były w obiegu do wymiany pieniędzy z 30 października 1950 r.

### Seria I

#### Banknoty obiegowe
| Nominał     | Awers banknotu | Rewers banknotu |
| ----------- | -------------- | --------------- |
| 50 groszy   |                |                 |
| 1 złoty     |                |                 |
| 2 złote     |                |                 |
| 5 złotych   |                |                 |
| 10 złotych  |                |                 |
| 20 złotych  |                |                 |
| 50 złotych  |                |                 |
| 100 złotych |                |                 |
| 500 złotych |                |                 |

#### Wzory
| Nominał     | Awers banknotu | Rewers banknotu |
| ----------- | -------------- | --------------- |
| 50 groszy   |                |                 |
| 1 złoty     |                |                 |
| 2 złote     |                |                 |
|             |                |                 |
| 100 złotych |                |                 |
| 500 złotych |                |                 |

### Seria II

#### Banknoty obiegowe
| Nominał     | Awers banknotu | Rewers banknotu |
| ----------- | -------------- | --------------- |
| 2 złote     |                |                 |
| 5 złotych   |                |                 |
| 10 złotych  |                |                 |
| 20 złotych  |                |                 |
| 50 złotych  |                |                 |
| 100 złotych |                |                 |
| 500 złotych |                |                 |

#### Wzory
| Nominał     | Awers banknotu | Rewers banknotu |
| ----------- | -------------- | --------------- |
| 5 złotych   |                |                 |
|             |                |                 |
| 10 złotych  |                |                 |
| 20 złotych  |                |                 |
|             |                |                 |
| 50 złotych  |                |                 |
|             |                |                 |
| 100 złotych |                |                 |
| 500 złotych |                |                 |

### Fałszerstwa
Z powodu licznych fałszerstw Narodowy Bank Polski pod koniec 1946 r. zdecydował się na wycofanie z obiegu „lubelskiej” 500-złotówki. Przykład fałszerstwa z epoki przedstawiono poniżej:
| Nominał     | Awers banknotu | Rewers banknotu |
| ----------- | -------------- | --------------- |
| 500 złotych |                |                 |

## Emisja uzupełniająca (1945)
1 września 1945 r. wprowadzono do obiegu banknot o nominale 1000 złotych z datą emisji 1945. Papier ten był uzupełnieniem nominałowym „emisji lubelskiej”. W rzeczywistości banknot został wprowadzony do obiegu z wyprzedzeniem ogłoszenia w Monitorze Polskim. Autorem projektu pierwszej w pełni obiegowej polskiej 1000-złotówki był Ryszard Kleczewski – szef działu banknotowego w zorganizowanej tymczasowo PWPW w Łodzi, a przed II wojną światową – twórca „pięknej Kasztelanki”, czyli banknotu pięciozłotowego Banku Polskiego z datą emisji 2 stycznia 1930 r. 
Znane są liczne fałszerstwa tego banknotu.

### Banknot obiegowy
| Nominał      | Awers banknotu | Rewers banknotu |
| ------------ | -------------- | --------------- |
| 1000 złotych |                |                 |

### Wzory
| Nominał      | Awers banknotu | Rewers banknotu |
| ------------ | -------------- | --------------- |
| 1000 złotych |                |                 |

## Emisja II (1946)

### 15 stycznia 1946
Z umieszczoną na banknotach datą 15 stycznia 1946 wprowadzono do obiegu dwa najwyższe nominały banknotów II emisji – taka nazwa dla tej grupy banknotów była używana w oficjalnych dokumentach NBP z tego okresu. Były to:
- 500 złotych (wprowadzone 15 lipca 1946 r.)
- 1000 złotych (wprowadzone 16 sierpnia 1946 r.).

Na rewersie umieszczono panoramy:
- Gdańska nad Motławą (500 złotych)
- Łodzi (1000 złotych).

Projektantem obydwu nominałów był prof. Wacław Borowski – twórca przedwojennej serii banknotów z 1936 r.

#### Banknoty obiegowe
| Nominał      | Awers banknotu | Rewers banknotu |
| ------------ | -------------- | --------------- |
| 500 złotych  |                |                 |
| 1000 złotych |                |                 |

#### Wzory
| Nominał      | Awers banknotu | Rewers banknotu |
| ------------ | -------------- | --------------- |
| 500 złotych  |                |                 |
| 1000 złotych |                |                 |

### 15 maja 1946
W skład drugiej emisji NBP wchodziły również banknoty o niższych nominałach wyemitowane z datą 15 maja 1946 r. Były to papiery:
- 1 złoty (wprowadzony 2 grudnia 1946 r.),
- 2 złote (wprowadzone 15 marca 1947 r.),
- 5 złotych (wprowadzone 15 lutego 1948 r.),
- 10 złotych (wprowadzone 18 sierpnia 1948 r.),
- 20 złotych (wprowadzone 1 lipca 1948 r.)
- 50 złotych (wprowadzone 22 września 1947 r.),
- 100 złotych (wprowadzone 2 grudnia 1946 r.).

Nominały od 1 złotego do 10 złotych zaprojektował Ryszard Kleczewski, a 20-, 50- i 100-złotówkę – Wacław Borowski.

#### Banknoty obiegowe
| Nominał     | Awers banknotu | Rewers banknotu |
| ----------- | -------------- | --------------- |
| 1 złoty     |                |                 |
| 2 złote     |                |                 |
|             |                |                 |
| 5 złotych   |                |                 |
| 10 złotych  |                |                 |
| 20 złotych  |                |                 |
|             |                |                 |
| 50 złotych  |                |                 |
| 100 złotych |                |                 |

#### Wzory
| Nominał     | Awers banknotu | Rewers banknotu |
| ----------- | -------------- | --------------- |
| 1 złoty     |                |                 |
| 2 złote     |                |                 |
| 5 złotych   |                |                 |
| 10 złotych  |                |                 |
| 20 złotych  |                |                 |
| 50 złotych  |                |                 |
| 100 złotych |                |                 |

## Emisja III – 15 lipca 1947
Z umieszczoną datą 15 lipca 1947 r. Narodowy Bank Polski wprowadził do obiegu trzecią, ostatnią przed zmianą z 30 października 1950 r., emisję swoich banknotów. Były to jedynie 4 nominały:
- 20 złotych (wprowadzone 11 czerwca 1949 r.),
- 100 złotych (wprowadzone 21 lutego 1949 r.),
- 500 złotych (wprowadzone 20 stycznia 1949 r.) oraz
- 1000 złotych (wprowadzone 1 grudnia 1948 r.).

Cała emisja była autorstwa prof. Wacława Borowskiego.

### Banknoty obiegowe
| Nominał      | Awers banknotu | Rewers banknotu |
| ------------ | -------------- | --------------- |
| 20 złotych   |                |                 |
| 100 złotych  |                |                 |
| 500 złotych  |                |                 |
| 1000 złotych |                |                 |

### Wzory
| Nominał      | Awers banknotu | Rewers banknotu |
| ------------ | -------------- | --------------- |
| 20 złotych   |                |                 |
| 100 złotych  |                |                 |
| 500 złotych  |                |                 |
| 1000 złotych |                |                 |

## Banknot niewprowadzony do obiegu
Banknot 100-złotowy III emisji doczekał się również całkowicie zmienionej kolorystycznie wersji – z datą emisji 1 lipca 1948 r. Przygotowywano ją do druku w 1950 r., z czego jednak ostatecznie zrezygnowano z powodu wymiany pieniędzy z 30 października 1950 r.
| Nominał     | Awers banknotu | Rewers banknotu |
| ----------- | -------------- | --------------- |
| 100 złotych |                |                 |

## Ciekawostki
- Ponoć pierwsza partia banknotów emisji 1944, która była drukowana w Moskwie przez GOZNAK po tym, jak przyleciała z Moskwy do Lublina, została natychmiast odesłana z powrotem, ponieważ zawierała zbyt wiele błędów i rusycyzmów[12].
- W 1974 wydano z okazji 30-lecia NBP pamiątkowe banknoty serii „banknoty lubelskie”, od nominałów 50 groszy do 500 złotych, wydrukowanych z oryginalnych klisz z dodatkowym nadrukiem „Emisja pamiątkowa – odbita w 1974 r. z oryginalnych klisz”, natomiast w 1979 roku wydano podobną pamiątkową serie z okazji 35-lecia PRL z nadrukiem „Emisja pamiątkowa – odbita w 1979 r. z oryginalnych klisz, XXXV-lecie PRL 1944–1979”. Banknoty były sprzedawane w oddziałach NBP w specjalnych klaserach[22]. Istnieją egzemplarze, które trafiły na rynek bez dodatkowego nadruku, ale posiadały charakterystyczny numer seryjny, który jest identyczny do każdego rodzaju nominału[23].